# نیووه تاینن
نیووه تاینن (به هلندی: Nieuwe Tuinen) یک منطقهٔ مسکونی در هلند است که در وستلاند واقع شده‌است. نیووه تاینن ۱۴۰ نفر جمعیت دارد.